# Josef Neckermann

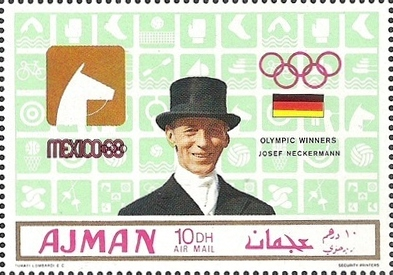
Josef Neckermann auf einer Briefmarke von Ajman aus dem Jahr 1969

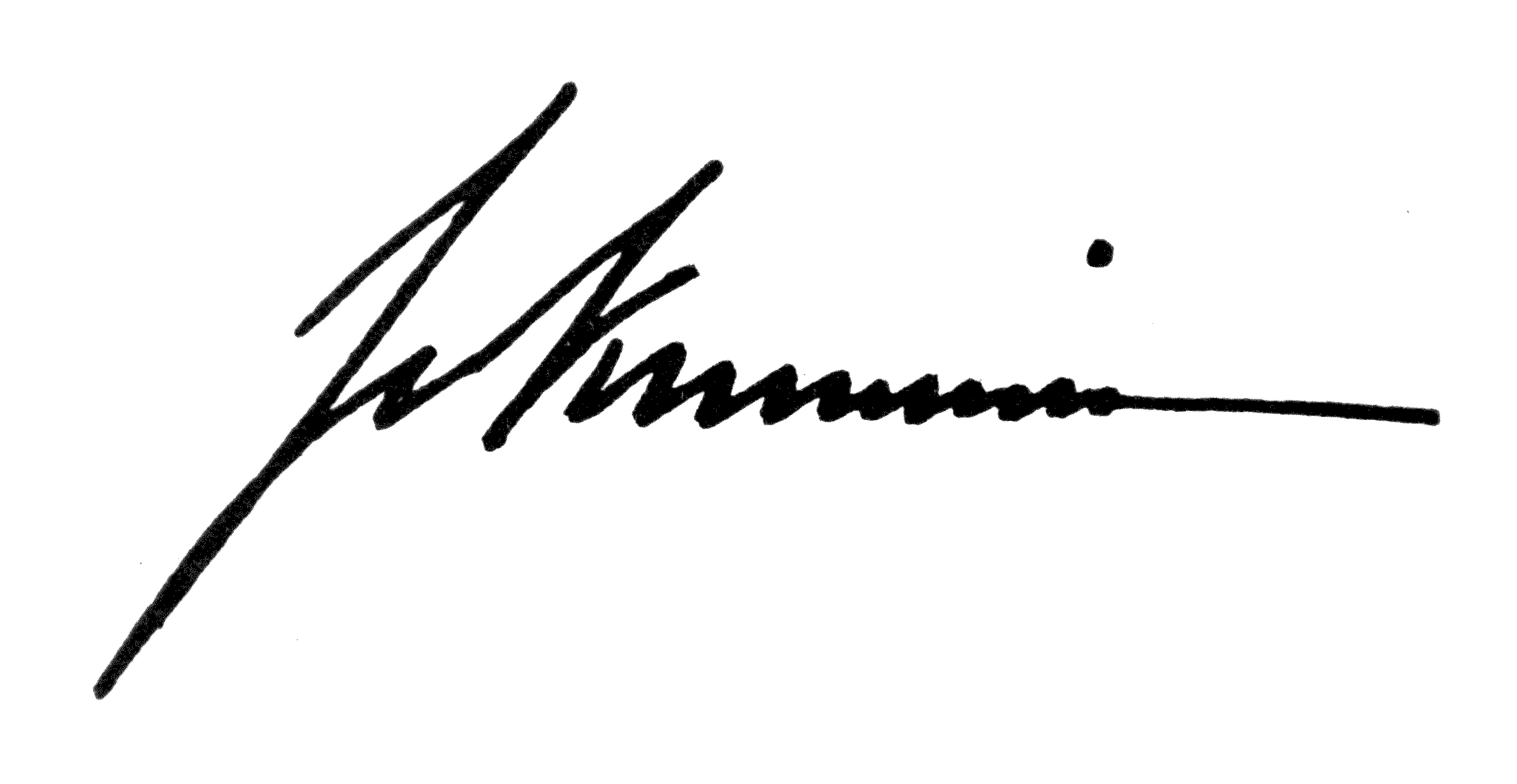
Unterschrift Josef Neckermann

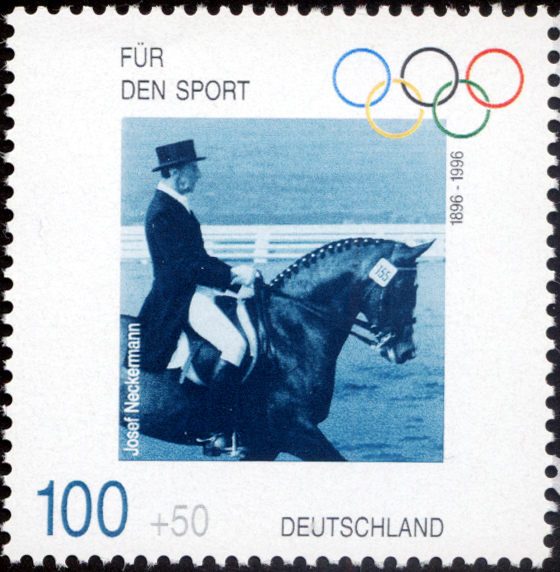
Josef Neckermann auf einer Briefmarke der Deutschen Post aus dem Jahr 1996

Josef Carl Peter Neckermann (* 5. Juni 1912 in Würzburg; † 13. Januar 1992 in Dreieich) war ein deutscher Unternehmer (Neckermann Versand) und Dressurreiter.

## Vorfahren
Die Wurzeln der Familie Neckermann lassen sich bis zum Anfang des 16. Jahrhunderts zurückverfolgen: 1508 waren die „Männer vom Neckar“ in der Zunftordnung als Flößer eingetragen. Über das Gollachtal siedelte sich die Familie in der Nähe von Würzburg an.
Josef Neckermanns Großvater Peter Neckermann (1842–1902) stammte aus Hemmersheim in Mittelfranken  und war Metzgermeister. Später wurde er Reichstags-Abgeordneter für die Zentrumspartei.

## Leben
Josef Carl Peter Neckermanns Vater Josef Carl Neckermann (* 1868; † 20. Dezember 1928) wollte das Metzgergeschäft nicht fortführen und ließ sich sein Erbe vorzeitig auszahlen. Er gründete 1895 eine Kohlenhandlung und baute diese in der Folge zu einem Unternehmen mit 80 Mitarbeitern aus, das Großkunden wie die Reichsbahn belieferte und an zahlreichen anderen Firmen beteiligt war (siehe J.C. Neckermann). Daneben erwarb der Kohlengroßhändler mehrere Häuser in Würzburg sowie Anteile am Bayerischen Staatsanzeiger sowie der Frankfurter Zeitung. Aufgrund seines Besitzes und seiner Beziehungen in Wirtschaft und Politik wurde er als der „Rockefeller von Würzburg“ betitelt.
Aus dessen Ehe mit Jula Lang (1878–1963) gingen drei Kinder hervor: Maria-Barbara (1909–1948), Josef Carl Peter und Walter (1914–1972).

### Jungunternehmer (1928 bis 1945)

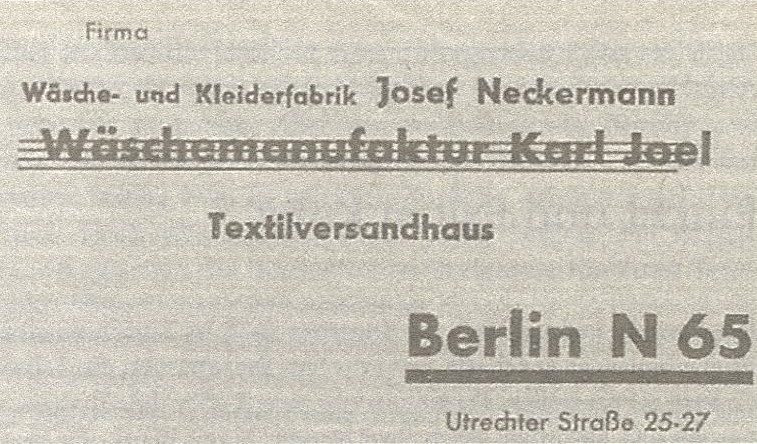
Arisierung

Der Firmengründer übertrug kurz vor seinem Tod 1928 – er hatte Herzprobleme – dem Prokuristen Guido Klug die Leitung der J. C. Neckermann. Der damals 16-jährige Sohn Josef sollte nach einer Ausbildung das Unternehmen übernehmen. Josef Neckermann schloss 1929 die Schule mit Mittlerer Reife ab und absolvierte bis 1931 eine Banklehre bei der Bayerischen Hypotheken- und Wechselbank in Würzburg. Anschließend wechselte er in das väterliche Unternehmen, war im In- und Ausland tätig und trat im Alter von 22 Jahren 1934 in die Geschäftsführung des Vaters ein.
Am 15. September 1935 wurden die Nürnberger Rassengesetze erlassen. Jüdische Kaufleute wurden dadurch sowohl persönlich als auch unternehmerisch unter Druck gesetzt und deren Unternehmen auf legale Weise zu Spottpreisen „arisiert“. Neckermann profitierte mehrfach von diesen Zwangsverkäufen:
Josef Neckermann ließ sich von seiner Mutter seinen Erbanteil an der Kohlenhandlung in Höhe von 200.000 Reichsmark (RM) auszahlen. Am 25. Oktober 1935 übernahm er vom jüdischen Unternehmer Siegmund Ruschkewitz (1871–1940) für 100.000 RM (wovon durch Neckermann nur 46.000 RM auf ein Sperrmark-Konto überwiesen wurden) dessen 1898 gegründetes und wenig später in der Würzburger Schönbornstraße befindliches Textilkaufhaus sowie das Niedrigpreisgeschäft Merkur mit insgesamt 130 Angestellten und 60 Außendienstmitarbeitern unter Übernahme der Schulden und Hypotheken. Die Warenhausbranche steckte in diesen Jahren in der Krise und der Kaufpreis lag deutlich unter dem Wert des Unternehmens.
Neckermann war zum 1. Oktober 1933 der Reiterstaffel der SA beigetreten, am 14. Juni 1937 beantragte er die Aufnahme in die NSDAP und wurde rückwirkend zum 1. Mai desselben Jahres aufgenommen (Mitgliedsnummer 4.516.510).
Im Jahr darauf, 1934, entstand durch Arisierung des Unternehmens von Karl Amson Joel, (dem Großvater des US-amerikanischen Singer-Songwriters Billy Joel und des Dirigenten Alexander Joel) – er hatte sich in Nürnberg und in Berlin ein florierendes Textilherstellungs- und -versandunternehmen aufgebaut – die Wäsche- und Kleiderfabrik Josef Neckermann. Neckermann, nun selbständig, drückte den Kaufpreis und richtete beim Bankhaus Hardy & Co. in Berlin ein Treuhandkonto auf – wie sich im späteren Wiedergutmachungsprozess herausstellte – seinen eigenen Namen ein. Neckermann begründete dies damit, dass er das Geld vor dem Zugriff der NSDAP schützen wollte. Der mittlerweile in die Schweiz geflüchtete Joel klagte auf Auszahlung des Geldes, die Klage wurde aber mit der Begründung abgewiesen, er sei „Devisenausländer“.
Neckermann besaß damit das viertgrößte deutsche Textil-Versandhaus (nach Quelle, Witt Weiden und Schöpflin). Mit den Unternehmen Joels übernahm Neckermann auch den Mietvertrag von dessen Villa in der Tannenbergallee im Berliner Westend, die er mit seiner Frau Annemarie Neckermann bezog.
Ende Dezember 1941 gründete er gemeinsam mit dem Hertie-Geschäftsführer Georg Karg die Zentrallagergemeinschaft für Bekleidung (ZLG), eine Gesellschaft öffentlichen Rechts. Über Otto Ohlendorf, den Neckermann bei einer Betriebsbesichtigung kennengelernt hatte und der auch stiller Teilhaber an der ZLG war, wurden der Firma Aufträge der Reichsstelle Kleidung vermittelt. Das Unternehmen lieferte unter anderem Bekleidung für Zwangsarbeiter und Uniformen für die Soldaten an der Ostfront. Neckermann wurde Leiter der Reichsstelle Kleidung. Neckermann meldete sich im Dezember 1941 zur SS, wurde aber auf Druck von Hans Kehrl UK gestellt, um am 19. April 1942 im Hauptquartier der Wehrmacht die Winteruniformen vorzustellen.
Seine Tätigkeit in der Zeit des Nationalsozialismus, mit der er die Grundlage für seine Nachkriegskarriere schuf, kommentierte er in seiner Autobiographie Erinnerungen:
„Ich hatte nicht das geringste Bedürfnis, in Schwierigkeiten zu geraten. In politischen Dingen liegt mir keine tätige Opposition. Ich tauge nicht zum Märtyrer.“
Neckermann wehrte sich nach dem Zweiten Weltkrieg gegen die Entschädigungsforderungen der enteigneten Unternehmer. Mit den Erben von Siegmund Ruschkewitz einigte sich Neckermann in einem Vergleich auf eine Entschädigung in Höhe von 50.000 DM und ein Grundstück in Würzburg. Karl Amson Joel erhielt 1957 nach einem über mehrere Instanzen gehenden Wiedergutmachungsverfahren zwei Millionen DM Entschädigung.

### Aufbau und Niedergang eines „Wirtschaftswunders“ (1945 bis 1977)
Am 20. April 1945, kurz vor Kriegsende, verließ Josef Neckermann Berlin und fuhr nach München. Er wollte sich von dort aus um die verbliebenen Kleiderbestände der ZLG in Bayern kümmern. Nach Kriegsende erreichte er über alte Verbindungen eine Anstellung im Bayerischen Wirtschaftsministerium.
Im August 1945 hatte der Alliierte Kontrollrat per Militärgesetz Nr. 52 die Treuhandschaft über zahlreiche deutsche Unternehmen übernommen und den Inhabern „arisierter“ Betriebe jegliche „Weisung, Verwaltung und Aufsicht oder sonstige Kontrolle über Vermögen“ untersagt. Trotz dieses Verbots versuchte Neckermann, seine Geschäfte in Würzburg wiederaufzunehmen, wofür er am 20. September 1945 verhaftet und nach einigen Tagen unter der Auflage, sich beruflich nicht weiter zu betätigen, wieder freigelassen wurde.
Ende Oktober beantragte Neckermann beim Würzburger Oberbürgermeister die Eröffnung seines übernommenen Billigkaufhauses Merkur. Daneben versuchte er über Mittelsmänner, die ZLG-Betriebe in Goßmannsdorf und Ochsenfurt unter seine Führung zu bekommen.
Am 1. Dezember 1945 wurde er von einem Militärgericht wegen Verletzung des Kontrollratsgesetzes angeklagt und anschließend zu einem Jahr hard labor (Arbeitslager) verurteilt. Er musste in der Haftanstalt Ebrach für sein eigenes Unternehmen, das nun unter Verwaltung der Alliierten stand, für einen Hungerlohn an der Nähmaschine arbeiten. Im Sommer 1946 erkrankte Neckermann an Tuberkulose und wurde in ein Krankenhaus verlegt. Die Genesungszeit wurde auf seine Haftstrafe angerechnet, Ende 1946 wurde Neckermann gesund und ein freier Mann.
Trotz seiner Profite aus den „Arisierungen“ und der Beschäftigung von Zwangsarbeitern wurde Neckermann seine Nazi-Vergangenheit nicht zum Verhängnis: Im Entnazifizierungsprozess wurde er im Mai 1948 als „Mitläufer“ eingestuft und lediglich ein Bußgeld von 2.000 RM über ihn verhängt.
Er gründete im Herbst 1948 die Textilgesellschaft Neckermann KG in der Mainzer Landstraße in Frankfurt am Main. Diese ging 1950 in die Neckermann Versand KG über. Das Unternehmen, das zunächst nur Textilien, bald aber auch zahlreiche weitere Konsumgüter, häufig aus DDR-Produktion zu äußerst günstigen Preisen anbot, erlebte in den 1950er Jahren einen rasanten Aufschwung. Neckermann baute seine Firma zu einem Konzern aus; Mitte der 50er Jahre kamen eine Warenhauskette und Anfang der 60er Jahre das Reiseunternehmen Neckermann und Reisen (NUR) sowie weitere Tochtergesellschaften hinzu. Der Firmenslogan „Neckermann macht’s möglich“ wurde zu einem Symbolspruch für das Wirtschaftswunder der Nachkriegszeit und Neckermann zu einer seiner Galionsfiguren. Im Jahr 1963 wurde die Neckermann Versand KG in die Neckermann Versand KG a. A. umgewandelt.
Das Unternehmen mit 34 Waren- und Kaufhäusern und einem Grundkapital von 122,4 Millionen DM geriet in den 1970er Jahren in finanzielle Nöte, und Neckermann musste es schließlich 1976/77 mehrheitlich an die Karstadt AG verkaufen. 1977 erfolgte die Fusion mit der Karstadt AG. Gemeinsam mit seinen Söhnen Peter und Johannes, die ebenfalls in der Geschäftsführung tätig gewesen waren, verließ er das Unternehmen ein Jahr später und widmete sich nun vornehmlich seiner Tätigkeit als Sportfunktionär.

### Erfolge als Dressurreiter und Sportfunktionär (1926 bis 1988)
Josef Neckermann war neben seiner unternehmerischen Laufbahn als Versandkaufmann auch ein erfolgreicher Dressurreiter, der zahlreiche Preise bei Springkonkurrenzen erhielt. Schon als Jugendlicher hatte er sich zu Pferden und zum Reitsport hingezogen gefühlt und gewann bereits im Alter von 14 Jahren ein Paarspringen in Stuttgart.
Als Dressurreiter gewann er zwischen 1956 und 1981 333 Turniere, 6 olympische Medaillen, darunter 1960 in Rom die Bronzemedaille der Olympischen Reiterspiele im Dressurreiten auf Asbach, zwei Goldmedaillen bei den Olympischen Spielen 1964 in Tokio (im Mannschaftswettbewerb auf Antoinette) und 1968 in Mexiko-Stadt (im Mannschaftswettbewerb auf Mariano). 1972 erhielt er in München auf Venetia eine Silbermedaille (im Mannschaftswettbewerb) und eine Bronzemedaille im Einzelwettbewerb. Im Jahre 1966 wurde er Weltmeister (im Einzel- und Mannschaftswettbewerb auf Mariano), 1970 Vizeweltmeister. Bei den Europameisterschaften erreichte Neckermann mit der deutschen Mannschaft 1965, 1967, 1969 und 1971 den Meistertitel. Zwischen 1962 und 1974 konnte er die Deutsche Meisterschaft im Dressurreiten viermal für sich entscheiden. Seine aktive Karriere beendete er am 28. Juni 1981 bei einem Turnier in Aachen.
Für seine sportlichen Erfolge wurde er mit dem Silbernen Lorbeerblatt ausgezeichnet.
Neckermann fungierte als Vizepräsident der Deutschen Reiterlichen Vereinigung FN und war Mitglied des Präsidiums des Deutschen Sportbunds. Zudem gehörte er auch dem Nationalen Olympischen Komitee (NOK) für Deutschland und dem Deutschen Olympischen Komitee für Reiterei an.
Außerdem war er nach der Gründung der Stiftung Deutsche Sporthilfe 1967 deren erster und langjähriger Vorsitzender. Neckermann war ein fleißiger Spendensammler. Bis zu seinem Rückzug 1988 wurden von der Stiftung insgesamt etwa 16.500 Athleten mit 230 Millionen DM gefördert; von dieser Summe stammten 90 Millionen DM von Privatpersonen. Neckermann war zudem Rotarier.

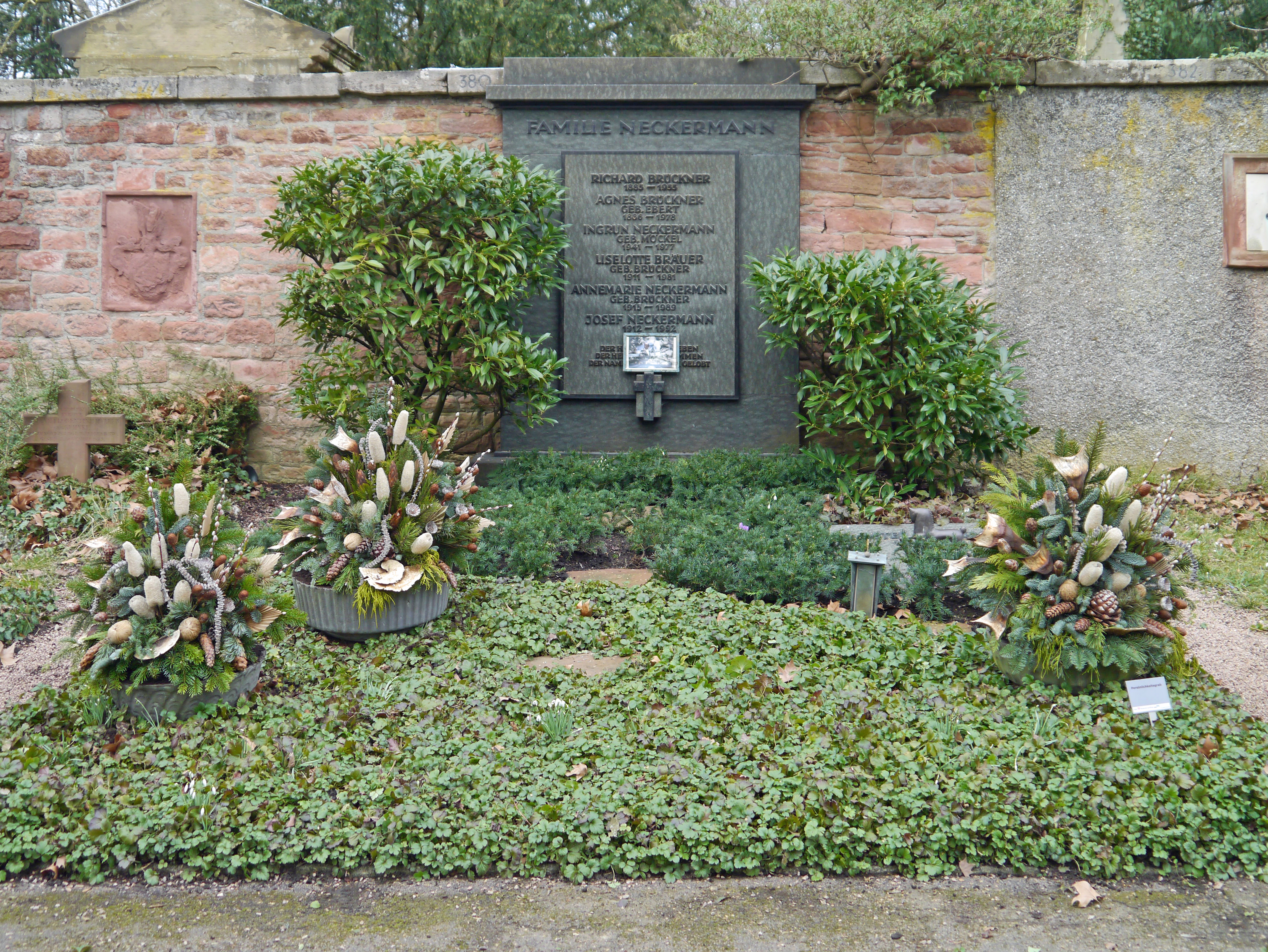
Familiengrab auf dem Frankfurter Hauptfriedhof

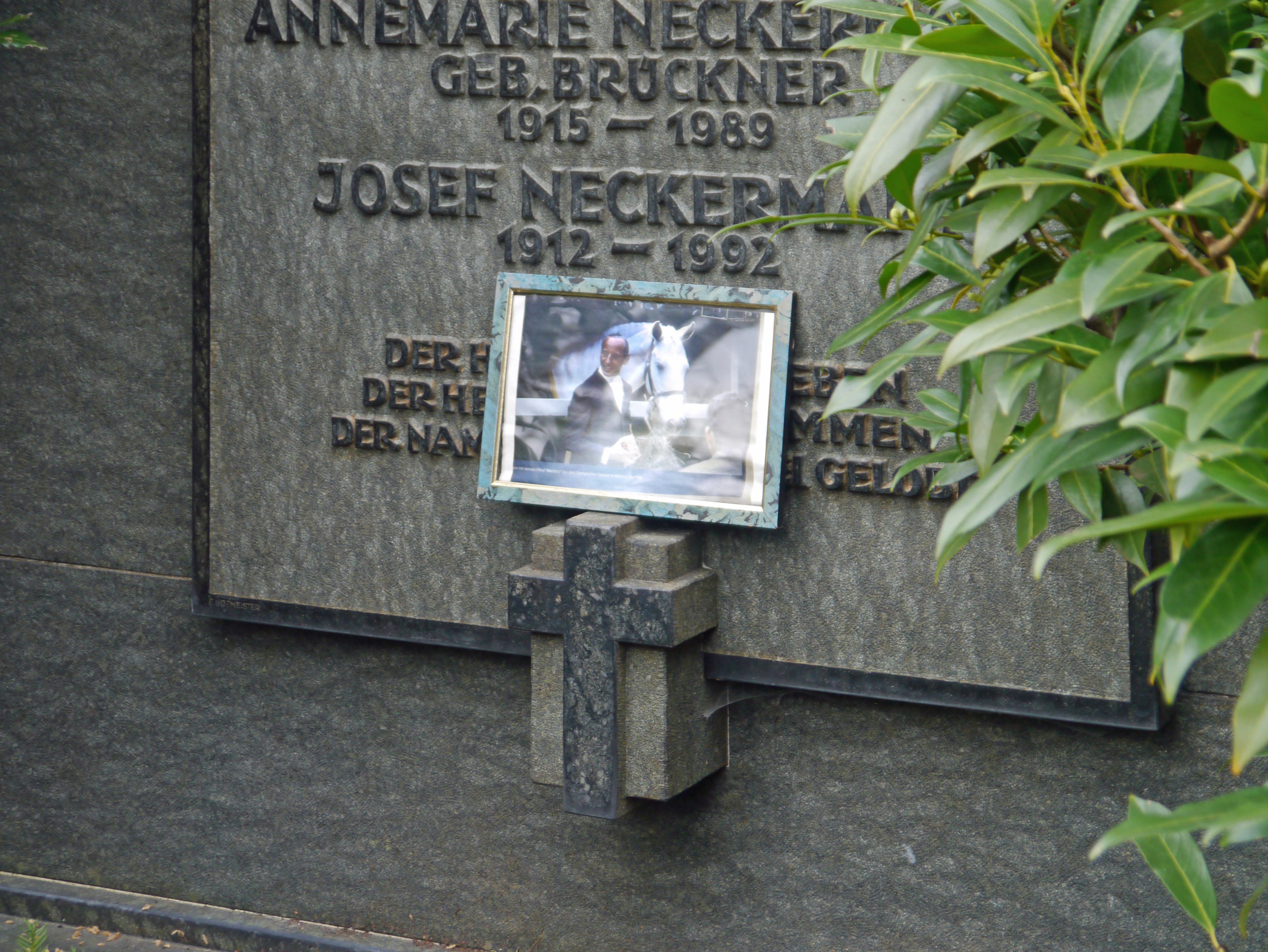
Foto von Josef Neckermann am Grab

### Familie
Josef Neckermann war katholisch und seit 1934 mit Annemarie Neckermann, geborene Brückner (1915–1989), Tochter von Richard Brückner (1885–1955) und Agnes Ebert (1886–1978), verheiratet. Der Ehe entstammen drei Kinder. Peter Neckermann, geb. am 26. Oktober 1935 in Würzburg war Diplom-Kaufmann und ab 1962 im Unternehmen Neckermann, insbesondere in der Tourismussparte, tätig und wirkte ab 1977 in den Vereinigten Staaten als Vizepräsident der Nationwide Insurance Company in Columbus. 1967 wurde er hessischer Meister im Springreiten. Er starb 2006. Evi Pracht (1937–2021), lebte in Kanada und trat sportlich in die Fußstapfen des Vaters. Der jüngere Sohn Johannes Neckermann (* 1942) heiratete 1966 das Fotomodell Ingrun Helgard Möckel (1941–1977). Dazu hatte Josef Neckermann vier angenommene Kinder.

### Tod
Josef Neckermann starb im Alter von 79 Jahren in Dreieich bei Frankfurt am Main an den Folgen von Lungenkrebs. Er wurde auf dem Frankfurter Hauptfriedhof beigesetzt.

## Auszeichnungen und Ehrungen
- 1944: Kriegsverdienstkreuz 1. Klasse des Deutschen Reichs
- 1962: Ehrenmitglied der KDStV Badenia (Straßburg) Frankfurt am Main.[11]
- 1966: Goldenes Band der Sportpresse
- 1968: Verdienstkreuz 1. Klasse der Bundesrepublik Deutschland
- 1970: Ehrendoktor (Dr. med. vet. h. c.) der Universität Gießen
- 1974: Großes Verdienstkreuz der Bundesrepublik Deutschland
- 1982: Großes Verdienstkreuz mit Stern der Bundesrepublik Deutschland
- 1987: Großes Verdienstkreuz mit Stern und Schulterband der Bundesrepublik Deutschland
- Mitglied der Hall of Fame des deutschen Sports
- Silbernes Lorbeerblatt des Bundespräsidenten

## Filme
- Am 3. August 1972 wurde Einige Tage im Leben des Josef Neckermann von Matthias Walden von der ARD ausgestrahlt.
- Die Filmdokumentation Die Akte Joel aus dem Jahr 2001 schildert die Arisierung des Textilversand-Handels der Familie Joel durch Josef Neckermann.[12]